# Zhu Yu
Zhu Yu (chinesisch 朱钰; * 23. Juli 1997 in Benxi, Liaoning) ist eine chinesische Fußballtorhüterin.

## Karriere

### Vereine
Anfang 2018 wechselte sie vom Tianjin WFC zum Wuhan Jianghan University FC. Seit Anfang 2022 steht sie nun bei Shanghai Shengli im Kader.

### Nationalmannschaft
Mit der chinesischen A-Nationalmannschaft nahm sie an der Asienmeisterschaft 2022 teil und kam hier auf vier Einsätze im Tor. Danach folgte im Sommer des Jahres noch die Ostasienmeisterschaft 2022, wo sie ebenfalls bei allen drei Partien den Kasten hütete. Danach kam sie im Februar 2023 noch einmal bei einem Freundschaftsspiel zum Einsatz.
Am 5. Juli 2023 wurde sie für den finalen Kader bei der Weltmeisterschaft 2023 nominiert.